# 郑耀文
郑耀文（1933年1月23日—），男，漢族，中华人民共和国政治人物、外交官。

## 生平
1985年，接替褚启元，担任中华人民共和国驻津巴布韦大使。1988年，由宋国清接任。1991年，接替张龙海，兼任中华人民共和国驻冰岛大使。1995年，由王建兴接任。